# P4 (inchiesta)
P4 è un'inchiesta giudiziaria avviata dalla Procura della Repubblica di Napoli su una associazione a delinquere che avrebbe operato nell'ambito della pubblica amministrazione italiana e della giustizia. Oggetto di indagini preliminari in tale procedimento giudiziario furono, tra gli altri, il faccendiere Luigi Bisignani e il deputato Alfonso Papa del PdL.
La P4 avrebbe avuto l'obiettivo di gestire e manipolare informazioni segrete o coperte da segreto istruttorio, oltre che di controllare e influenzare l'assegnazione di appalti e nomine, interferendo anche nelle funzioni di organi costituzionali.
L'inchiesta generò grande scalpore e per diversi mesi durante il 2011 i mezzi di comunicazione le dedicarono ampio risalto, in particolare per le numerose intercettazioni telefoniche trapelate dagli atti giudiziari. Successivamente, tuttavia, le ipotesi accusatorie vennero radicalmente ridimensionate dai magistrati della Cassazione e del riesame di Napoli, i quali sancirono l'insussistenza degli indizi in relazione al reato di associazione per delinquere.

## Denominazione
L'utilizzo della sigla P4 fu una scelta giornalistica: come già avvenuto con la P3, la stampa scelse di incrementare il numero nella sigla alfanumerica P2 (che significa "Propaganda 2"), la loggia segreta sciolta dalla "legge Anselmi". Nel caso in questione, comunque, l'abbreviazione si usò per analogia in quanto il nome di Luigi Bisignani compariva negli elenchi della loggia P2 di Licio Gelli, rinvenuti a Castiglion Fibocchi, benché Bisignani si sia sempre dichiarato estraneo a tale loggia.

## Le indagini
L'indagine fu avviata dalla Procura della Repubblica di Napoli su iniziativa dei PM Francesco Curcio e Henry John Woodcock. Secondo gli inquirenti, Luigi Bisignani avrebbe instaurato, grazie ad un'intricata rete di influenti amicizie, "un sistema informativo parallelo" che avrebbe avuto tra i suoi obiettivi «... l'illecita acquisizione di notizie e di informazioni, anche coperte da segreto, alcune delle quali inerenti a procedimenti penali in corso nonché di altri dati sensibili o personali al fine di consentire a soggetti inquisiti di eludere le indagini giudiziarie ovvero per ottenere favori o altre utilità». Bisignani fu sottoposto, a partire dal 15 luglio 2011, a 4 mesi e 20 giorni di detenzione domiciliare per favoreggiamento e rivelazione di segreto d'ufficio.

## Le intercettazioni
Dopo averlo intercettato, gli investigatori si sono presi cura di trascrivere il contenuto delle intercettazioni.
- Il 9 agosto 2010 Bisignani parla con Enrico Cisnetto, editorialista del Giornale di colui che a quel tempo era direttore del quotidiano, Vittorio Feltri. In questa intercettazione - e precisamente dalle parole di Cisnetto - si viene a sapere che Feltri avrebbe avuto intenzione di prendere il posto di Silvio Berlusconi. A detta di Cisnetto, inoltre, parte dell'operato di Feltri è finalizzata a destabilizzare il premier (che "sarebbe svenuto" se avesse sentito ciò che Feltri diceva di lui a cena).[8]
- Il 18 agosto 2010 una telefonata a Flavio Briatore rivela il parere di Bisignani sul sottosegretario Santanché, che viene descritta come un'opportunista. Nei giorni successivi Bisignani la definirà come "una stronza".[8]
- Il 12 settembre 2010 in una telefonata con il figlio Renato, Bisignani parla del ministro del Turismo Brambilla in modo poco lusinghiero definendola «... stronza, brutta, un mostro, mignotta come poche, la più mignotta di tutte».[8]
- Il 14 ottobre 2010 l'allora direttore generale della RAI Mauro Masi riceve da Bisignani la lettera di licenziamento per Michele Santoro e, al telefono, esulta con lo stesso faccendiere affermando che ormai il conduttore di Annozero «... è morto - e che - je stamo a spaccà er culo».[8]
- Una delle preoccupazioni del faccendiere è legata anche alla possibilità che la Gabanelli "faccia puttanate".[8]
- Il 2 dicembre 2010 il ministro dell'Ambiente Stefania Prestigiacomo si lamenta con Bisignani del fatto che tutti, nel centrodestra, sono referenti di Berlusconi.[8]
- Il 26 gennaio 2011 Bisignani parla con Masi, dopo che questi ha appena litigato in diretta con Santoro. «Mi hai visto?», gli chiede [Masi], «Come sono andato?»: «Una figura di merda».[9]
- Nel giugno 2011 si scopre che anche Michaela Biancofiore risulta intercettata in una telefonata con Bisignani, ove la parlamentare rivela di sapere di indebite pressioni effettuate anni prima dal magistrato Boccassini per far uscire il figlio dai guai dopo scontri avvenuti nei centri sociali di Milano.[7]

Il 13 giugno 2012 la Giunta per le autorizzazioni della Camera dei deputati ha accordato ai magistrati il permesso di utilizzare le intercettazioni (34 in tutto) che coinvolgono Denis Verdini. Il PdL è stato l'unico partito a votare contro.

## Personalità coinvolte

### Il maresciallo La Monica
Nell'inchiesta sulla P4 fu anche coinvolto il maresciallo dei Carabinieri Enrico La Monica, sospettato di essere responsabile della fuga di notizie riguardante l'inchiesta su Nicola Cosentino, ex sottosegretario, coordinatore regionale del PdL campano e accusato di concorso esterno in associazione mafiosa. La Monica, essendo a conoscenza del fatto che Cosentino sarebbe stato oggetto di un'indagine, avrebbe detto all'onorevole Alfonso Papa (PdL) di evitare rapporti troppo stretti con Cosentino. Un ex ferroviere amico di La Monica conferma che il maresciallo era un "grandissimo amico" di Papa.
Anche in altre circostanze La Monica avrebbe diffuso notizie segrete con la speranza di ottenere in cambio una raccomandazione per l'AISE, i servizi segreti militari.
Enrico La Monica fu dichiarato latitante dopo l'ordinanza d'arresto spiccata dalla procura e dal gip di Napoli il 13 giugno 2011. Per il tribunale del riesame, tuttavia, La Monica si trovava in Africa, dove vivono la moglie e i figli, già dal febbraio 2011 per un giusto motivo sanitario (crisi depressive). Quindi il suo arresto sarebbe stato ingiusto. Cassazione e poi Tribunale del riesame hanno sancito anche l'infondatezza delle accuse relative all'associazione per delinquere e alla concussione.

### Luigi Bisignani
Dalle parole dello stesso Bisignani emerge chiaramente la sua sfera di influenza politico-istituzionale. Basti pensare al caso della Santanchè, che, trovatasi in seria difficoltà dopo che Fini l'aveva esautorata di ogni potere all'interno di Alleanza Nazionale, accettò il consiglio del faccendiere di iscriversi a La Destra di Francesco Storace, con la speranza di ottenere così una maggiore visibilità. Fallito il tentativo (La Destra infatti non superò la soglia di sbarramento per approdare in Parlamento: Santanchè era, oltretutto, candidata premier per quel partito), Bisignani operò al fine di riavvicinare la Santanché al PdL. Una nuova collaborazione governativa era allora una prospettiva piuttosto lontana per l'attuale sottosegretario, a causa del veto posto da Fini, che non tollerava il rientro nelle file del governo di un'avversaria. Il veto cadde grazie alla mediazione di Bisignani, che, sempre secondo le sue parole, convinse i finiani contattando La Russa, Ronchi e Bocchino. Durante un pranzo a Montecitorio, alla presenza di Berlusconi e Fini, Bocchino annunciò infine la caduta del veto.
Da segnalare come i rapporti fossero stretti anche con Italo Bocchino, il quale si era rivolto al faccendiere per chiedergli una mano per ripristinare i finanziamenti al quotidiano Il Roma, che erano stati sospesi da Berlusconi tramite il responsabile dell'editoria Elisa Grande. Tra gli altri contatti di Bisignani troviamo: Lorenzo Cesa, Raffaele Fitto, Mario Baccini, Salvatore Nastasi, Alfonso Papa, Elisabetta Gardini, Denis Verdini, Michaela Biancofiore, Alberto Michelini, Clemente Mastella, Giuseppe Galati, Roberto Sambuco, Stefano Lucchini, Franco Frattini.
Tra le suddette amicizie di Luigi Bisignani spiccavano numerose figure politiche di primo piano. Lo stesso Bisignani è stato compagno dell'ex-sottosegretaria alla Presidenza del Consiglio Daniela Santanchè; Gianni Letta e Lamberto Dini furono suoi testimoni di nozze; si disse inoltre grande amico di Italo Bocchino, vicepresidente di Futuro e Libertà per l'Italia, il partito del Presidente della Camera Gianfranco Fini. Tra i suoi conoscenti anche Denis Verdini, esponenti importanti dell'Eni e della RAI, oltre che diversi vertici dei servizi di sicurezza.

### Alfonso Papa
Alfonso Papa è stato il primo parlamentare italiano arrestato per fatti non violenti, a seguito dell'autorizzazione all'arresto concessa dalla Camera dei deputati con 319 voti favorevoli e 293 contrari, restando per 103 giorni nel carcere di Poggioreale.
Stando alla tesi dell'accusa, Papa sarebbe stato per Luigi Bisignani una delle principali fonti di notizie sensibili riguardanti soggetti investiti di funzioni istituzionali. Allo scopo di ottenere tali informazioni riservate, l'onorevole Papa si sarebbe avvalso del supporto del maresciallo La Monica. Lo stesso Bisignani si disse convinto "che i canali informativi di Papa erano prevalentemente nella Guardia di Finanza".
In particolare, tra le informazioni che Bisignani ottenne tramite Papa, ci furono quelle relative alle indagini avviate nei riguardi di Stefania Tucci, alla quale Bisignani era legato.
L'efficacia delle conoscenze di Papa sarebbe comprovata dalla testimonianza di Maria Roberta Darsena, la quale conobbe Papa nel 1999 e riuscì, grazie al suo interessamento, ad ottenere un contratto a tempo indeterminato alle Poste. La Darsena riferì anche di avere ricevuto diversi regali dal deputato: un Rolex, un braccialetto di oro bianco e diamanti, un anello, borse, tutti senza confezione. Vi fu anche il caso di Maria Elena Valenzano, assistente parlamentare di Papa legata a Bisignani, che avrebbe ricevuto diverse proposte lavorative grazie alle informazioni sulle indagini fornite a imprenditori e politici da Papa.
Un'altra donna, Gianna Sperandio, fu trovata in possesso di una carta telefonica usata da Alfonso Papa e avrebbe abitato spesso in un appartamento che risultava a disposizione del parlamentare. Inoltre, dalle dichiarazioni rese ai magistrati, risultò che la Sperandio possedeva una Jaguar regalatale da Papa e che una volta si recò a Conegliano con una Ferrari F430 prestatale dallo stesso deputato. Quest'ultimo si sarebbe anche adoperato al fine di ottenere una tessera di riconoscimento da parte della Camera dei deputati affinché la Sperandio potesse accedere a Montecitorio.

## Le istituzioni coinvolte
Le indagini sulla P4 hanno portato alla scoperta che la rete di Bisignani coinvolgeva anche Palazzo Chigi e l'Opus Dei, l'Eni e i ministri, la Rai e i giornali, le Ferrovie e i Servizi segreti Della rete di Bisignani faceva parte anche l'allora direttore di Rai Vaticano Marco Simeon.

### Guardia di Finanza
Anche i vertici della Guardia di Finanza vennero coinvolti nella vicenda P4, dato che il Capo di Stato Maggiore Michele Adinolfi ricevette un avviso di garanzia e fu indagato per favoreggiamento e rivelazione del segreto d'ufficio. I PM di Napoli accusarono Adinolfi di aver avvertito Bisignani del fatto che il faccendiere fosse intercettato.
Successivamente il generale Adinolfi fece ricorso, invocando l'incompetenza dei PM di Napoli, in quanto il presunto fatto contestatogli sarebbe stato commesso a Roma. La Corte di cassazione gli diede ragione e stabilì che la competenza ad indagare sul generale era della procura della capitale.

### Opus Dei
Pippo Corigliano, direttore dell'Ufficio informazioni della Prelatura dell'Opus Dei in Italia, ha smentito il coinvolgimento dell'Opus Dei.

## Le sentenze
L'inchiesta generò grande scalpore e per diversi mesi durante il 2011 i mezzi di comunicazione le dedicarono ampio risalto, in particolare per le numerose intercettazioni telefoniche trapelate dagli atti giudiziari. Successivamente, tuttavia, le ipotesi accusatorie vennero radicalmente ridimensionate dai magistrati della Cassazione e del riesame di Napoli, i quali sancirono l'insussistenza degli indizi in relazione al reato di associazione per delinquere.
Papa, condannato in  primo grado a 4 anni e sei mesi, nel 2019 viene assolto in appello.
Bisignani aveva patteggiato la pena a un anno e sette mesi "per gravi motivi familiari".